# Chennebrun

Chennebrun este o comună în departamentul Eure, Franța. În 1 ianuarie 2022 avea o populație de 100 de locuitori.